# 1,2,3-トリメチルベンゼン
1,2,3-トリメチルベンゼン（英: 1,2,3-Trimethylbenzene）は化学式C6H3(CH3)3で表される有機化合物で、3種類あるトリメチルベンゼンの異性体の一つ。別名、ヘミメリテン。

## 用途
染料や顔料、医薬品などの中間体となる。

## 安全性
日本の消防法では、危険物第4類 第2石油類に分類される。ラットに経口投与した実験での最小致死量（LDL0）は10 mL/kgであった。